# Minous coccineus
Minous coccineus är en fiskart som beskrevs av Alcock, 1890. Minous coccineus ingår i släktet Minous och familjen Synanceiidae. Inga underarter finns listade i Catalogue of Life.